# Kilmanavur
Kilmanavur es una ciudad censal situada en el distrito de Vellore en el estado de Tamil Nadu (India). Su población es de 5145 habitantes (2011).

## Demografía
Según el censo de 2011 la población de Kilmanavur era de 5145 habitantes, de los cuales 2518 eran hombres y 2627 eran mujeres. Kilmanavur tiene una tasa media de alfabetización del 82,33%, superior a la media estatal del 80,09%: la alfabetización masculina es del 88,42%, y la alfabetización femenina del 76,58%.